# 1 senza
L'apertura di 1 senza è una licita di apertura molto usata nel gioco del bridge. È abbreviata con 1 SA (Senza Atout in francese) oppure 1 NT (No Trump in inglese). È di particolare interesse perché descrive adeguatamente la mano dell'apertore e consente di sviluppare delle sequenze di licitazione ben studiate e finalizzate all'ottenimento del miglior contratto di gioco.

## Apertura
| 1NT | 15-17 po | BIL | 4.3.3.3 - 4.4.3.2 - 5.3.3.2 |
| --- | -------- | --- | --------------------------- |

Si tratta di una mano bilanciata e con un range di forza molto ristretto: appena 3 punti onori. Ciò consente al compagno di valutare in maniera accurata la forza di gioco della coppia.

## Risposte
| 1NT | P | ? |
| --- | - | - |

Lo sviluppo dell'apertura di 1 senza è Stayman orientato: buona parte delle mani da manche o da slam utilizzano questa licita. Le altre risposte sono più utilizzate per contratti parziali.
Le risposte possono suddividersi in:
- Passo: con mano debole di pochi punti e senza quinte nobili o seste minori
- Transfer Jacoby a livello di 2 con palo quinto o sesto; ricerca di un contratto parziale
- 2 Fiori Stayman da 8 PO in su; invitante manche
- Risposte a livello di 3; forzanti manche
- Transfer Texas a livello di 4; forzanti manche, invitanti slam
- 4 senza, quantitativo; invitante a slam ma non forzante

| 1NT | P | P | 0-7 po | 4-c♠, 4-c♥, 5-c♦, 5-c♣ | Mano debole senza quinte nobili o seste minori |
| --- | - | - | ------ | ---------------------- | ---------------------------------------------- |

| 1NT | P | 2♦ | 0-7 po | 5+c♥ | Sottocolore per le cuori |
| --- | - | -- | ------ | ---- | ------------------------ |

| 1NT | P | 2♥ | 0-7 po | 5+c♠ | Sottocolore per le picche |
| --- | - | -- | ------ | ---- | ------------------------- |

| 1NT | P | 2♠ | 0-7 po | 6+c♣ | Sottocolore per le fiori |
| --- | - | -- | ------ | ---- | ------------------------ |

| 1NT | P | 2NT | 0-7 po | 6+c♦ | Sottocolore per le quadri |
| --- | - | --- | ------ | ---- | ------------------------- |

| 1NT | P | 2♣ | 8+ po | ?c♥, ?c♠ | Inizio della Stayman, possibile interesse per i nobili, dichiarazione forzante 1º giro |
| --- | - | -- | ----- | -------- | -------------------------------------------------------------------------------------- |

| 1NT | P | 3♣ | 8+ po | 6+c♣ | Forzante manche |
| --- | - | -- | ----- | ---- | --------------- |

| 1NT | P | 3c♦ | 8+ po | 6+c♦ | Forzante manche |
| --- | - | --- | ----- | ---- | --------------- |

| 1NT | P | 3♥ | 8+ po | 1+c♥, 3-c♠, 4/5c♦, 4/5c♣ | Bicolore minori, forzante manche, invitante slam |
| --- | - | -- | ----- | ------------------------ | ------------------------------------------------ |

| 1NT | P | 3c♠ | 8+ po | 3-c♥, 1+c♠, 4/5c♦, 4/5c♣ | Bicolore minori, forzante manche, invitante slam |
| --- | - | --- | ----- | ------------------------ | ------------------------------------------------ |

| 1NT | P | 4♣ | 8+ po | 6+c♥ | Sottocolore per le cuori, forzante manche |
| --- | - | -- | ----- | ---- | ----------------------------------------- |

| 1NT | P | 4♦ | 8+ po | 6+c♠ | Sottocolore per le picche, forzante manche |
| --- | - | -- | ----- | ---- | ------------------------------------------ |

| 1NT | P | 4NT | 16+ po | BIL | Quantitativo, garantisce somma 31 a fronte del minimo, invitante slam |
| --- | - | --- | ------ | --- | --------------------------------------------------------------------- |